# Making-of

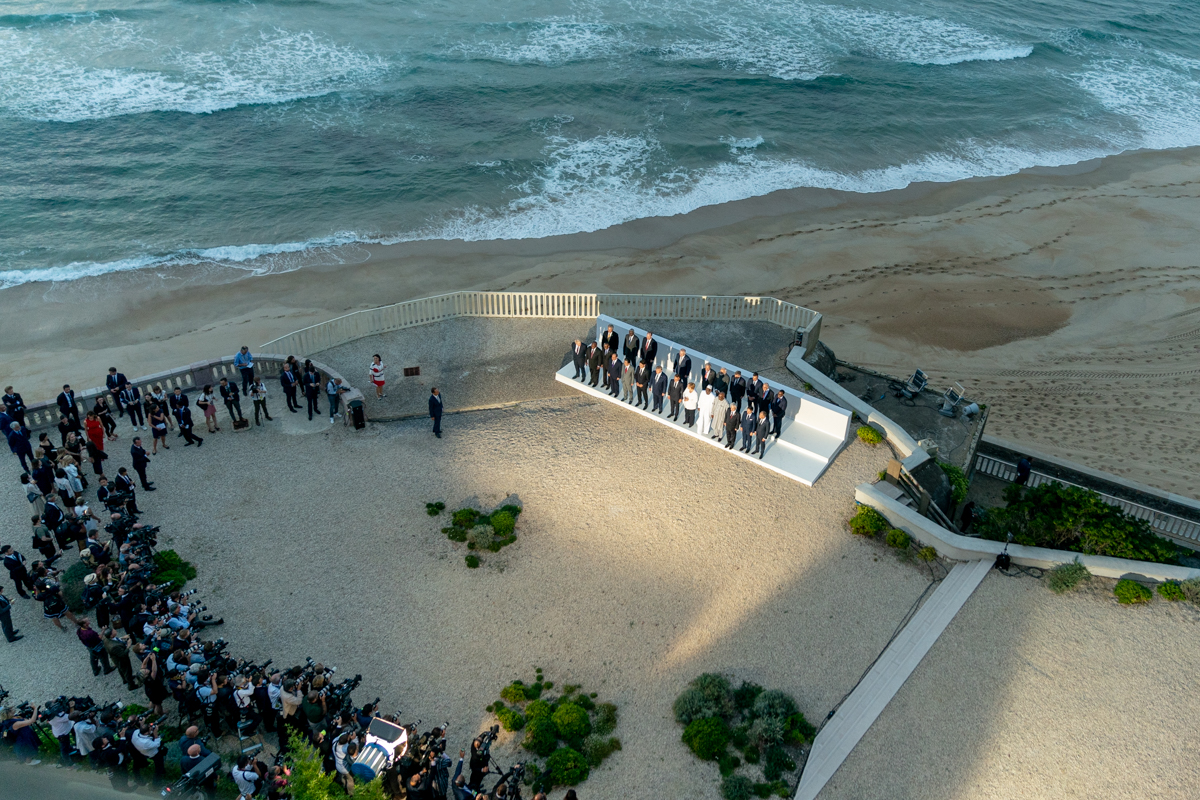
Making-of G7-Gipfelfoto in Biarritz am Hotel du Palais mit Medienleuten (G7, 2019)

Als Making-of (deutsch: die Herstellung von) bezeichnet man einen Blick hinter die Kulissen (behind the scenes, BTS) einer Film- oder Musikproduktion. Im Bereich der Filmproduktion können zwei Arten unterschieden werden: dokumentarische und rein werbliche Making-ofs. Bei Musikproduktionen haben Making-ofs in der Regel dokumentarischen Charakter.

## Filmproduktion

### Dokumentarische Making-ofs
Einer der Pioniere der dokumentarischen Making-ofs war Walt Disney. Er nutzte bereits in den 1950er- und 1960er-Jahren seine Fernseh-Shows Disneyland und später Walt Disney's Wonderful World of Color ganz gezielt dazu, die Kinoproduktionen des Studios vorzustellen und dabei sehr detailliert auf die jeweilige Art der Filmherstellung – vom Zeichentrickfilm bis zum Dokumentarfilm – einzugehen. Disney sprach zumeist nur die einleitenden Sätze und überließ die weitere Vorstellung dann den an dem jeweiligen Projekt Arbeitenden. So lernten die Zuschauer im Laufe der Zeit alle wesentlichen kreativen Köpfe des Disney-Studios kennen. Für Filmhistoriker und Filmfreunde sind diese Aufnahmen heute von großem Interesse. Wiederveröffentlichungen auf DVD belegen zudem, dass diese frühen Fernsehspecials über die Jahrzehnte kaum etwas von ihrem Unterhaltungs- und Informationspotenzial eingebüßt haben. Doch auch schon zur damaligen Zeit war anerkannt worden, dass diese Making-ofs weit über reine Werbefilme hinausgingen. So erhielt Disney für Operation Undersea, der die Dreharbeiten zu dem Spielfilm 20.000 Meilen unter dem Meer beschreibt, 1954 sogar einen Emmy Award.
Ansonsten gab es werbliche Making-ofs seit den 1970er- und 1980er-Jahren, doch erst mit dem Aufkommen von DVDs hat sich die von Disney seinerzeit vorweggenommene Art allgemein etabliert.
Dabei begleitet der Regisseur des Making-ofs die Filmproduktion oft von der frühen Phase der Produktion bis hin zu den eigentlichen Dreharbeiten und der anschließenden Post-Production. Dabei kommen in Interviews sowohl die Leute hinter der Filmkamera wie auch die Filmschauspieler zu Wort, die berichten, wie sie die Arbeit am Film bzw. Filmset und mit der Filmcrew empfunden haben. Auch werden dabei oft die Entstehung der Spezialeffekte, der visuellen Effekte und die Umsetzung der Stunts detailliert beschrieben. Ist der Film bereits fertig und handelt es sich dabei um einen für das Fernsehen produzierten Werbefilm, so kann der Zuschauer bereits Filmausschnitte sehen.
Die Länge eines Making-ofs beträgt im Durchschnitt 20 bis 25 Minuten. Im Fall von Großproduktionen, z. B. der Extended Edition der Herr-der-Ringe-Trilogie, kann diese auf der DVD oft bis zu fünf Stunden lang sein. Andere Beispiele, die tatsächlich die gesamte Entstehungsgeschichte eines Films dokumentieren und sich auch kritisch mit dem Werk auseinandersetzen: Bonusmaterial bei James Bond: Stirb an einem anderen Tag, 12 Monkeys oder King Kong (2005). Bei letzterem wurden die Making-ofs schon während der Drehzeit im Internet sowie vor dem Kinostart auf DVD veröffentlicht.

### Werbliche Making-ofs

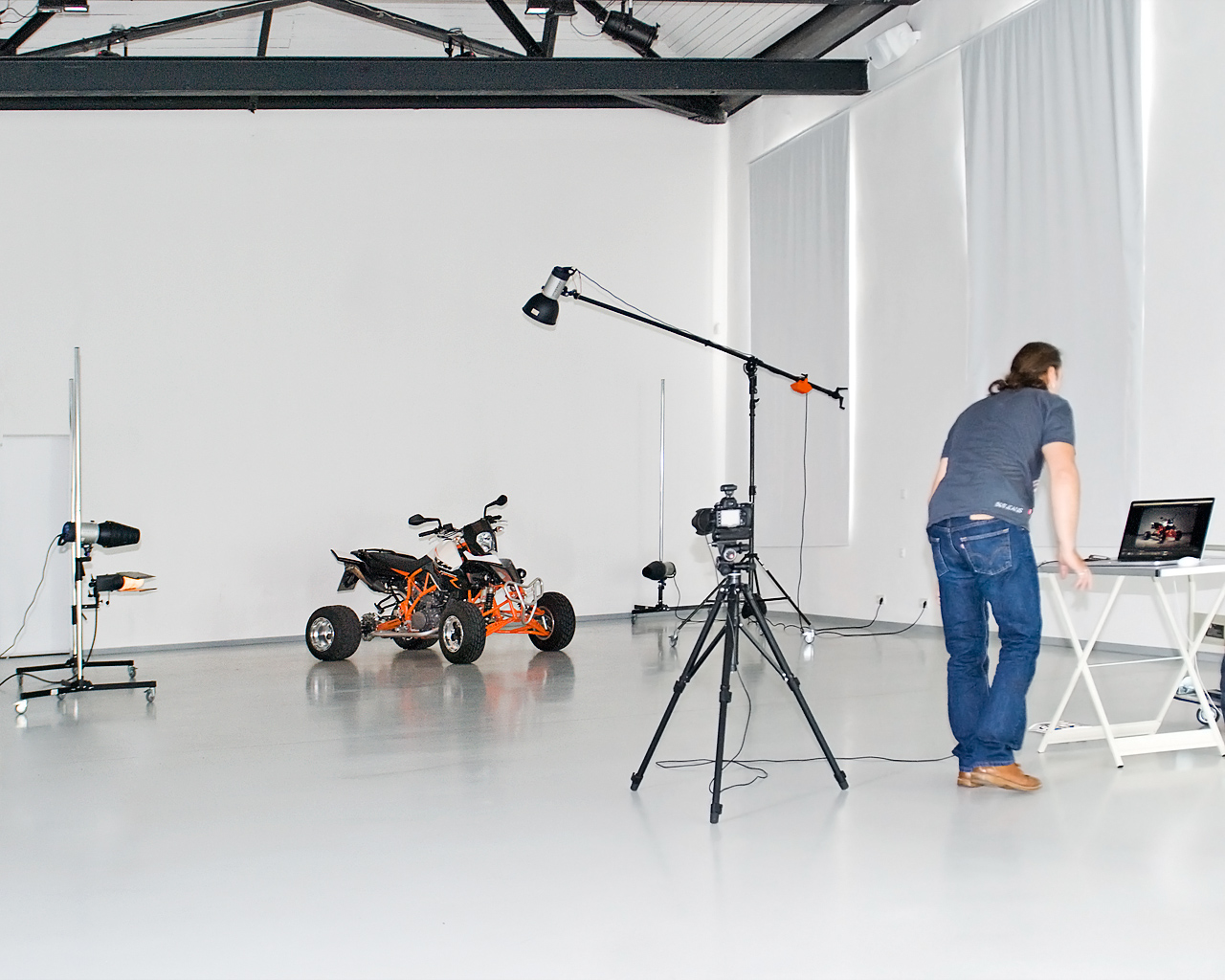
Making-of bei einer Photosession

Zum Zeitpunkt des Kinostarts werden oft sogenannte Making-ofs mit Interviews, Material von den Dreharbeiten (B-Roll) und vielen Filmausschnitten im Fernsehen ausgestrahlt. Wichtig bei einem solchen Making-of ist, dass die Handlung nur angerissen wird, das Ende des Films nicht zu offensichtlich wird, und dass durch die Dramaturgie Spannung und Interesse beim potentiellen Kinobesucher geweckt werden. Dabei wird der Film meist unkritisch präsentiert und die Beteiligten äußern sich in der Regel nur positiv über die Produktion.

## Musikproduktion
Making-ofs zu Musikproduktionen bilden oft Teile des Entstehungsprozesses einer Musikproduktion ab. Häufig werden dabei Videoclips produziert, die während eines Liedes Ausschnitte aus der Produktionsarbeit zeigen. Neben den eigentlichen Produktionsabläufen werden oft Interviews mit den beteiligten Musikern gezeigt oder in den Ablauf eines Musikstückes hineingeschnitten. Seltener werden Teile des Arbeitsprozesses im Studio gezeigt, die nicht unmittelbar mit der Aufnahme der jeweiligen Musikstücke zu tun haben. 
In der Regel werden die so entstandenen Making-ofs auf DVD einer sogenannten „Deluxe“ oder „Limited Edition“ des jeweiligen Tonträgers beigelegt, wie beispielsweise beim Album Apocalyptic Love von Slash oder dem Debütalbum von Black Country Communion, seltener ist die Veröffentlichung als eigenständiges Medium, wie beispielsweise dem ca. 110 Minuten langen Film The Making of Pump von Aerosmith, der 1996 auf VHS-Cassette und 1998 erstmals auf DVD erschien.